# Kobylí důl
Kobylí důl bylo údolí na Želivce, asi 4 km od dnes již neexistující obce Zahrádka. Přetínala jej silnice z Ledče přes Kožlí do Zahrádky, která nahradila původní stezku. Dnes je celé údolí zatopené vodou přehrady.

## Historie
V minulosti se údolí využívalo ke skladování surového kujného železa. To sem bylo dováženo z nedalekého hamru. K tragické události zde došlo v lednu 1945.

### Události z roku 1945
Před koncem druhé světové války došlo v údolí k tragické události. Na Ledečsku měl odbojovou činnost na starosti poručík Karel Pulec, jenž pracoval jako lesní adjunkt na myslivně v Zahájí u Hněvkovic. V roce 1940 se zapojil do odboje, následně na Fiolníku u Vlastějovic ukrýval anglické parašutisty a vybudoval zde sklad výbušnin a zbraní. V roce 1944 ukrýval v myslivně skupinu ruských parašutistů, kteří jej před svým odchodem pověřili sestavením bojeschopněho oddílu. Pulec se proto spojil se skupinou z Pasek, do které ovšem pronikl provokatér Bohuslav Bušta, krejčí z Dolní Cerekve. Dne 27. ledna 1945 svolal Pulec schůzku spolupracovníků ze Zahrádky a Humpolecka do Kobylího dolu, ale Bušta o schůzce informoval gestapo a policie a četníci místo obklíčili. Na schůzku dorazili Bohumil Kluch, Josef Pipek, Vilibald Strádal, Karel Pulec a Bohuslav Bušta. Kluch a Pipek byli zastřeleni na útěku. Karel Pulec, který se snažil utéct k Želivce, byl střelen do ruky. Přesto stihl vhodit dokumenty do řeky a poté se zastřelil.
Po válce došlo u silnice k umístění pamětní desky, která byla později přenesena na náměstí do Kožlí, kde byl vybudován památník padlých odbojářů.
Dne 2. září 1945 se v Kobylím dole konala mírová slavnost. Sešli se zde obyvatelé okolních obcí, aby uctili památku obětí. Během oslavné salvy však byly přestřeleny dráty vysokého napětí, které spadly mezi lidi. Na místě zemřelo sedm osob, dalších šest bylo těžce popáleno a jeden z nich zraněním později podlehl.

## Kobylí mlýn
V údolí také stával mlýn, zv. Kobylí mlýn, jenž je v roce 1720 vyznačen na Müllerově mapě. Posledními majiteli mlýna byli od roku 1956 manželé Tomkovi, roku 1968 byl zbourán v souvislosti s výstavbou vodní nádrže Želivka. 